# Ле-Бретон
Ле-Брето́н (фр. Le Brethon) — коммуна во Франции, находится в регионе Овернь. Департамент коммуны — Алье. Входит в состав кантона Эриссон. Округ коммуны — Монлюсон.
Код INSEE коммуны — 03041.

## Население
Население коммуны на 2008 год составляло 337 человек.
| 1962 | 1968 | 1975 | 1982 | 1990 | 1999 | 2008 |
| ---- | ---- | ---- | ---- | ---- | ---- | ---- |
| 433  | 582  | 545  | 481  | 395  | 352  | 337  |

## Экономика
В 2007 году среди 194 человек в трудоспособном возрасте (15—64 лет) 132 были экономически активными, 62 — неактивными (показатель активности — 68,0 %, в 1999 году было 70,0 %). Из 132 активных работали 117 человек (60 мужчин и 57 женщин), безработных было 15 (6 мужчин и 9 женщин). Среди 62 неактивных 14 человек были учениками или студентами, 20 — пенсионерами, 28 были неактивными по другим причинам.

## Достопримечательности
- Церковь Сен-Пьер (XIII век)
- Часовня Ла-Бутей (XI—XII века)
- Пруд Салу
- Менгир